# Decoster (Automarke)
Decoster war ein belgischer Hersteller von Fahrrädern und Automobilen.

## Unternehmensgeschichte
Das Unternehmen aus Tielt war bereits als Fahrradhersteller tätig, als es 1898 zusätzlich die Produktion von Kraftfahrzeugen aufnahm. Im gleichen Jahr endete die Produktion dieser Kraftfahrzeuge.

## Automobile
Das Unternehmen stellte drei- und vierrädrige Vehikel sowie Kleinwagen mit Einbaumotoren von De Dion-Bouton her.